# 欧冈
欧冈（法語：Augan，法語發音：[oɡɑ̃]）是法国莫尔比昂省的一个市镇，属于瓦讷区。

## 地理
欧冈（47°55'11"N, 2°16'41"W）面积40.93 平方千米，位于法国布列塔尼大區莫尔比昂省，该省份为法国西北部沿海省份，位于布列塔尼半岛南部，北起阿摩尔滨海省、西接菲尼斯泰尔省，南濒大西洋，东南接大西洋卢瓦尔省，东临伊勒-维莱讷省。
与欧冈接壤的市镇（或旧市镇、城区）包括：康佩内阿克、贝尼翁、波尔卡罗、蒙特讷夫、雷米尼亚克、卡罗、普洛埃梅勒。

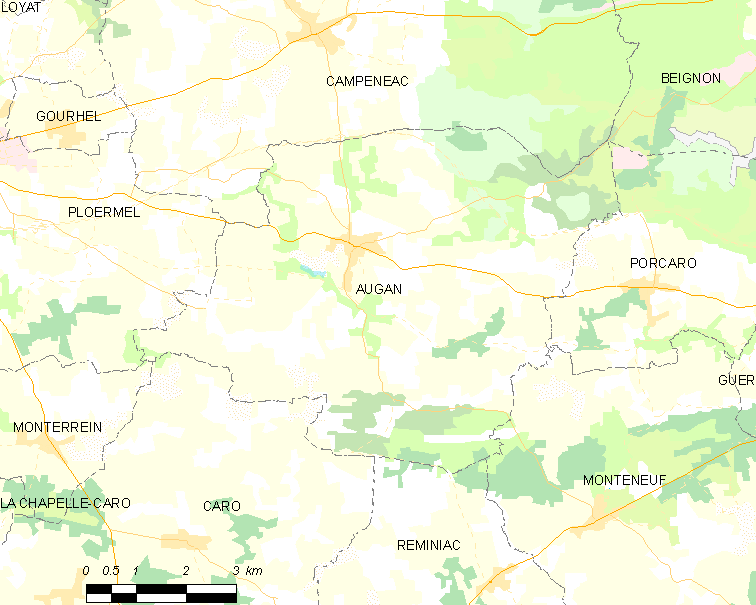
欧冈的OSM定位图

欧冈的时区为UTC+01:00、UTC+02:00（夏令时）。

## 行政
欧冈的邮政编码为56800，INSEE市镇编码为56006。

## 政治
欧冈所属的省级选区为盖尔县。

## 人口

1962-2008年间欧冈人口变化图示

欧冈于2022年1月1日时的人口数量为1542人。